# Eiko Rott
Eiko Rott (* 23. Juni 1970 in Mettmann) ist ein ehemaliger deutscher Hockeyspieler.
Eiko Rott war als Vereinsspieler der Hockeybundesliga erfolgreich. Er spielte von 1988 bis 2004 beim HTC Uhlenhorst Mülheim, beim Harvestehuder THC, beim Mannheimer HC und beim Club an der Alster Hamburg sowie im Ausland für Hockey Cernusco (Italien) und HC Southgate (England).
Eiko Rott gewann viermal den Europapokal der Landesmeister, wurde achtmal Deutscher Meister, einmal Deutscher Pokalsieger sowie zweimal Italienischer und einmal Englischer Meister. Eiko Rott wurde 1996 Torschützenkönig in der Hockeybundesliga und spielte 13-mal in der deutschen Hockeynationalmannschaft.
Sein Vater Wolfgang Rott ist ebenfalls ehemaliger Hockeyspieler und Olympiasieger von 1972 in München.